# Heinz Jenni
Heinz Jenni (* 25. Juli 1951 in Thun; † 8. Oktober 1992 in Zürich) war ein Schweizer Eishockeyspieler.

## Karriere
Er spielte für die Schweizer Eishockeynationalmannschaft (u. a. bei den Olympischen Winterspielen 1972 in Sapporo und an der Eishockey A-Weltmeisterschaft 1972 in Prag). Insgesamt absolvierte er 44 Länderspiele für die Nationalmannschaft der Schweiz und erzielte dabei 15 Tore. Mit dem HC La Chaux-de-Fonds wurde er in der Saison 1971/1972 Schweizer Meister. Den grössten Teil seiner Karriere absolvierte der Stürmer (Rechter Flügel) mit dem EV Zug in der 1. Liga, Nationalliga B und Nationalliga A. In seiner Karriere trug er auch das Trikot vom EHC Thun, vom HC Fribourg und vom HC Lugano.
In einem der aussergewöhnlichsten Transfers der Schweizer Eishockey-Geschichte wechselte Jenni 1973 als 22-jähriger Nationalspieler vom damaligen Schweizer Meister HC La Chaux-de-Fonds zum damals in der 1. Liga (dritthöchste Spielklasse) spielenden EV Zug. Bereits in der Vorsaison waren die beiden Nationalspieler Gérald Rigolet (Torhüter) und Paul Probst (Stürmer) zum selben Verein gewechselt. Diese drei Spieler hatten wesentlichen Anteil, dass der erst 1967 gegründete EV Zug innert weniger als 10 Jahren den Aufstieg von der vierthöchsten Spielklasse (2. Liga) in die höchste Liga (Nationalliga A) schaffte. Heinz Jenni verstarb infolge eines tragischen Arbeitsunfalles, als er einem verunfallten Kollegen Hilfe leisten wollte.

### Torerfolge
Für den EV Zug erzielte er in 245 offiziellen Verbandsspielen insgesamt 260 Tore und er ist somit vereinsintern bis heute Rekordtorschütze:
- Saison 1973/74 45 Tore (1. Liga        / vereinsinterner Torschützenkönig)
- Saison 1974/75 39 Tore (Nationalliga B / vereinsinterner Torschützenkönig)
- Saison 1975/76 39 Tore (Nationalliga B / vereinsinterner Torschützenkönig)
- Saison 1976/77 18 Tore (Nationalliga A / vereinsinterner Torschützenkönig)
- Saison 1977/78 30 Tore (Nationalliga B / vereinsinterner Torschützenkönig)
- Saison 1978/79 35 Tore (Nationalliga B / vereinsinterner Torschützenkönig)
- Saison 1979/80 20 Tore (Nationalliga B)
- Saison 1982/83 19 Tore (1. Liga)
- Saison 1983/84 15 Tore (1. Liga)

### Internationale Einsätze mit der Nationalmannschaft der Schweiz
- 01 28.12.1970 – Österreich (5:3) / Trainer Schweiz Pelletier Gaston / 1 Tor von Jenni
- 02 01.01.1972 – Rumänien (6:0) / Holmes Derek
- 03 02.01.1972 – Rumänien (5:0) / Homes Derek
- 04 27.01.1972 – Tschechoslowakei (2:7) / Holmes Derek
- 05 29.01.1972 – Polen (4:8) / Holmes Derek
- 06 04.02.1972 – USA (3:5) / Holmes Derek / Olympische Spiele Sapporo
- 07 05.02.1972 – Deutschland (BRD) (0:5) / Holmes Derek / Olympische Spiele Sapporo
- 08 07.02.1972 – Japan (3:3) / Holmes Derek / Olympische Spiele Sapporo
- 09 10.02.1972 – Jugoslawien (3:3) / Holmes Derek / Olympische Spiele Sapporo
- 10 12.02.1972 – Norwegen (3:5) / Holmes Derek / Olympische Spiele Sapporo / 1 Tor
- 11 03.03.1972 – Rumänien (4:3) / Holmes Derek
- 12 04.03.1972 – Rumänien (3:1) / Holmes Derek
- 13 06.03.1972 – Deutschland (DDR) (1:5) / Holmes Derek
- 14 07.03.1972 – Deutschland (DDR) (2:4) / Holmes Derek
- 15 21.03.1972 – USA (2:4) / Holmes Derek
- 16 24.03.1972 – Tschechoslowakei (0:16) / Holmes Derek
- 17 25.03.1972 – Tschechoslowakei (2:9) / Holmes Derek
- 18 07.04.1972 – Tschechoslowakei (1:19) / Holmes Derek / A-Weltmeisterschaft Prag
- 19 08.04.1972 – Schweden (1:12) / Holmes Derek / A-Weltmeisterschaft Prag
- 20 10.04.1972 – Sowjetunion (2:10) / Holmes Derek / A-Weltmeisterschaft Prag
- 21 15.04.1972 – Tschechoslowakei (2:12) / Holmes Derek / A-Weltmeisterschaft Prag
- 22 18.04.1972 – Sowjetunion (0:14) / Holmes Derek / A-Weltmeisterschaft Prag
- 23 04.11.1972 – Deutschland (DDR) (5:13) / Robertson Stu / 1 Tor
- 24 05.11.1972 – Deutschland (DDR) (3:6) / Robertson Stu
- 25 21.11.1972 – Deutschland (BRD) (4:6) / Robertson Stu / 4 Tore
- 26 22.11.1972 – Deutschland (BRD) (3:7) / Robertson Stu / 2 Tore
- 27 24.11.1972 – Deutschland (BRD) (5:5) / Robertson Stu
- 28 26.11.1972 – Deutschland (BRD) (1:4) / Robertson Stu
- 29 28.12.1972 – Norwegen (6:4) / Robertson Stu
- 30 02.01.1973 – Polen (2:5) / Robertson Stu / 1 Tor
- 31 03.01.1973 – Polen (2:3) / Robertson Stu
- 32 20.01.1973 – Rumänien (2:3) / Robertson Stu
- 33 21.01.1973 – Rumänien (5:2) / Robertson Stu / 2 Tore
- 34 17.02.1973 – Österreich (3:3) / Robertson Stu
- 35 18.02.1973 – Österreich (3:1) / Robertson Stu
- 36 09.03.1973 – Jugoslawien (1:7) / Robertson Stu
- 37 10.03.1973 – Jugoslawien (1:4) / Robertson Stu
- 38 14.03.1973 – Polen (1:3) / Robertson Stu
- 39 22.03.1973 – Italien (4:3) / Robertson Stu / B/C-Weltmeisterschaft / 2 Tore
- 40 24.03.1973 – Deutschland (DDR) (5:8) / Robertson Stu / B/C-Weltmeisterschaft
- 41 25.03.1973 – Jugoslawien (0:6) / Robertson Stu / B/C-Weltmeisterschaft
- 42 27.03.1973 – Japan (5:4) / Robertson Stu / B/C-Weltmeisterschaft
- 43 28.03.1973 – Rumänien (4:5) / Robertson Stu / B/C-Weltmeisterschaft
- 44 30.03.1973 – Österreich (4:8) / Robertson Stu / B/C-Weltmeisterschaft / 1 Tor

Internationale Bilanz mit der Schweiz: 44 Spiele / 10 Siege / 4 Unentschieden / 30 Niederlagen

### Besonderheiten
- Er bezeichnete selbst als sein wichtigstes Tor in den Diensten des EV Zug das 7:6-Siegestor gegen den Zürcher Schlittschuhclub (ZSC) am 2. März 1976 im Zürcher Hallenstadion. Dieses Tor, 22 Sekunden vor Spielende, bedeutete für den EV Zug den erstmaligen Aufstieg in die Nationalliga A (damals höchste Spielklasse in der Schweiz).

- Am 29. November 1974 gelang ihm zudem der schnellste echte Hattrick im Dress des EV Zug. Er wandelte dank drei Toren zwischen der 53. und 56. Spielminute einen 0:2-Rückstand zu einem 3:2-Sieg gegen den Zürcher Schlittschuhclub (ZSC) um. Dieses Spiel fand vor 6500 Zuschauer bei strömenden Regen auf der damals noch ungedeckten Zuger Kunsteisbahn unter den Augen vom damaligen Schweizer Bundesrat Dr. Hans Hürlimann statt.

- Eine aussergewöhnliche Leistung vollbrachte Jenni auch am 6. Oktober 1979: In einem Meisterschaftsspiel der Nationalliga B gegen den EHC Olten (Endstand 8:8) erzielte er zwischen der 29. und 44. Spielminute für den EV Zug  fünf Tore.

- Beim EV Zug bildete Jenni eine legendäre und äusserst erfolgreiche Angriffsformation zusammen mit Oskar Huber (Linker Flügel) und Paul Probst (Mittelstürmer). Er zeichnete sich durch herausragende Abschlussqualitäten, Nervenstärke vor dem gegnerischen Tor und einen starken und präzisen Handgelenkschuss aus. Jenni trug beim EV Zug die Rückennummer 12.

- In einem Freundschaftsländerspiel gegen Deutschland erzielte Jenni alle vier Schweizer Treffer. Das Spiel ging für die Schweiz trotzdem mit 4:6 verloren.